# Кушниково
Ку́шниково (рос. Кушниково, чув. Кушник) — село у складі Маріїнсько-Посадського району Чувашії, Росія. Входить до складу Приволзького сільського поселення.
Населення — 113 осіб (2010; 126 у 2002).
Національний склад:
- росіяни — 79 %